# Paragia bicolor
Paragia bicolor är en stekelart som beskrevs av Henri Saussure 1853. Paragia bicolor ingår i släktet Paragia och familjen Masaridae. Inga underarter finns listade i Catalogue of Life.